# Новоульяновское
Новоульяновское — село в Барабинском районе Новосибирской области. Входит в состав Щербаковского сельсовета.

## География
Площадь села — 41 гектар

## История
Основано в 1932 г. В 1976 г. Указом президиума ВС РСФСР посёлок фермы № 1 совхоза «Ульяновский» переименован в село Новоульяновское.

## Население
| 2002 | 2007 | 2010 |
| ---- | ---- | ---- |
| 637  | ↘609 | ↘571 |

## Инфраструктура
В селе по данным на 2007 год функционируют 1 учреждение здравоохранения, 2 образовательных учреждения.